# MiG E-8
MiG E-8 – radziecki, eksperymentalny myśliwiec będący zmodyfikowaną wersją samolotu MiG-21. Modyfikacje miały zwiększyć możliwości manewrowe maszyny oraz polepszyć warunki funkcjonowania i zasięgu pokładowej stacji radiolokacyjnej. Z dwóch wybudowanych prototypów jeden uległ katastrofie.

## Historia

### Geneza
MiG-21 był nieodrodnym dzieckiem czasów, w których powstał – w których o jakości i przydatności myśliwców na polu walki decydowała osiągana prędkość. Zastosowane w konstrukcji MiG-a-21 skrzydła delta i czysty aerodynamicznie kształt pozwalały mu na osiąganie dwukrotnej prędkości dźwięku. Dzięki swojej sylwetce maszyna dorobiła się nieoficjalnej nazwy „ołówek”. Wlot powietrza do silnika umieszczono w dziobie samolotu. Regulowano jego średnicę za pomocą ruchomego stożka, wystającego poza obrys wlotu powietrza. W stożku umieszczono antenę stacji radiolokacyjnej. Wielkość stożka ograniczała średnicę zastosowanej anteny. Użycie w wersji MiG-21PF nowego radaru RP-21 z nową, większą anteną, wymusiło na konstruktorach przebudowę wlotu powietrza i stożka aby można było pomieścić całe urządzenie. Zastosowane w samolocie trójkątne skrzydło, które swoją największą wydajność uzyskiwało przy prędkościach ponaddźwiękowych miało swoje wady. Główną z nich była ograniczona manewrowość samolotu. Projekt E-8 miał za zadanie wyeliminowanie obydwu tych mankamentów. Zwiększyć zdolności manewrowe samolotu oraz zwiększyć ilość miejsca, jakie można przeznaczyć na zamontowanie nowego radaru z nową, większą anteną.

### Projekt
Pracę projektowa rozpoczęto w 1960 roku, planowano, że nowa maszyna zastąpi na liniach montażowych samolot MiG-21PF. Aby wyeliminować potrzebę montowania anteny radarowej w stożku wlotowym powietrza, zdecydowano się przenieść cały wlot pod kadłub samolotu. Dzięki takiemu rozwiązaniu można było zwiększyć średnicę anteny oraz zakres jej ruchów, wygospodarowano również więcej miejsca na bloki aparatury radioelektronicznej. Zwiększeniu możliwości manewrowych służyło zamontowanie z przodu kadłuba ruchomego destabilizatora, pełniącego rolę dodatkowego usterzenia poziomego. Zastosowano nowy silnik o zwiększonym ciągu w porównaniu ze standardowo stosowanym w MiG-u-21 R-11F2S-300. W celu polepszenia stateczności całej konstrukcji, na końcu kadłuba zamontowano dużą płetwę podkadłubową. W czerwcu 1960 roku gotowy był projekt nowej maszyny. E-8, który w wersji seryjnej miał nosić oznaczenie MiG-23. Miał to być myśliwiec działający w każdych warunkach atmosferycznych, w dzień i w nocy, przeznaczony do przechwytywania i niszczenia nieprzyjacielskich maszyn w bezpośredniej bliskości frontu.

### Użycie
Gotowy samolot (prototyp oznaczony jako E-8-1) o numerze burtowym 81 po raz pierwszy wzniósł się w powietrze 17 kwietnia 1962 roku. Za jego sterami siedział pilot doświadczalny biura konstrukcyjnego MiGa G.K. Mosołow. Próby przebiegały pomyślnie aż do piątego lotu, podczas którego nastąpiła awaria silnika. Maszynę udało się bezpiecznie sprowadzić na ziemię ale podobna sytuacja miała miejsce w kolejnych sześciu lotach. W 21 i 25 locie doszło do pożaru silnika, który dopiero po takiej awarii wymieniono na nowy egzemplarz. Dalsze badania trwały do 11 września 1962 roku, kiedy to podczas 40 lotu doszło do rozpadu szóstego stopnia sprężarki silnika. Samolot eksplodował na wysokości 8 kilometrów nad ziemią. Tuż przed wybuchem Mosołow katapultował się z E-8 i przeżył katastrofę, jednak obrażenia, jakie odniósł, zakończyły jego karierę w roli pilota doświadczalnego. Jeszcze przed zniszczeniem pierwszego prototypu, 29 czerwca 1962 roku swój dziewiczy lot odbył drugi prototyp (oznaczony jako E-8-2) o numerze burtowym 82. Za jego sterami siedział pilot doświadczalny MiGa A.W. Fiedotow. Niestety po wykonaniu 4 września trzynastego lot, dalsze próby zawieszono i już ich nie podjęto. Cały program budowy E-8 i jego wersji seryjnej został zarzucony, a oznaczenie MiG-23 dostał zupełnie inny samolot. Nie jest do końca jasne, dlaczego zrezygnowano z rozwijania awangardowej, jak na czasy, w których powstała, konstrukcji E-8. Amerykański F-16 Fighting Falcon z podobnie umieszczonym chwytem powietrza po raz pierwszy wzbił się w powietrze ponad 10 lat później, a konstruktorzy rosyjscy do układu przetestowanego na E-8, powrócili dopiero w samolocie MiG 1-44.

## Konstrukcja
Wlot powietrza do silnika miał kształt silnie spłaszczonego sześciokąta i znajdował się pod kadłubem na wysokości kabiny pilota. Pośrodku umieszczona była podłużna przegroda rozdzielająca powietrze do dwóch kanałów, które schodziły się ponownie w jeden tuż przed wejściem do silnika. Wlatujący do środka strumień powietrza regulowany był za pomocą pionowego klina, który miał trzy stopnie rozchylenia. W przedniej części wlotu znalazła się również wnęka dla jednokołowego podwozia przedniego. W przodzie kadłuba zamontowano radar Saphir-21, który nie był wówczas używany na standardowych MiGach-21. Również z przodu kadłuba, po obu jego stronach zamontowano ruchome destabilizatory o rozpiętości 2,6 metra. Podczas lotu z prędkościami poddźwiękowymi poruszały się one swobodnie w strumieniu opływającego je powietrza. Przy przechodzeniu do prędkości ponaddźwiękowych destabilizatory były automatycznie blokowane w neutralnej pozycji. Przed zastosowaniem takiego rozwiązanie, sprawdzono je doświadczalnie na samolocie MiG E-6T-3. Przednie powierzchnie nośne zwiększyły współczynnik siły nośnej, dwukrotnie w porównaniu z MiGiem-21 przy prędkości 2 Ma i ponad dwukrotnie przy prędkości 1,5 Ma. Dzięki takiemu rozwiązaniu osiągnięto zdecydowanie większą możliwość manewrowania samolotem. Na samolocie MiG-21, lecącym z prędkością 2 Ma na wysokości 15 000 metrów, dopuszczalne przeciążenie, jakiemu mógł się poddać myśliwiec wynosiło 2,5 g. W tych samych warunkach E-8 mógł manewrować z przeciążeniem dochodzącym do 5,1 g. Destabilizatory zmniejszyły stateczność podłużna samolotu, aby temu przeciwdziałać zamontowano składaną płetwę podkadłubową. Podczas lądowania odchylała się ona w prawo, wracając do pionowej pozycji podczas lotu. Innymi innowacyjnymi rozwiązaniami zastosowanymi w E-8 były integralne zbiorniki paliwa, pięć umieszczonych w kadłubie i cztery w skrzydłach. Przebudowano osłonę kabiny pilota, przystosowując ją do użycia nowego fotela wyrzucanego KM-1. Skrzydła i usterzenie w porównaniu z MiG-21PF pozostały praktycznie bez zmian. Obniżono jedynie o 135 mm położenie usterzenia poziomego.

## Uzbrojenie
Na E-8 nie przewidywano zastosowania stałego uzbrojenia strzeleckiego. Planowano możliwość przenoszenia dwóch pocisków rakietowych K-13 lub nowocześniejszych R-23. Maszyna mogła również przenosić dwie bomby o wagomiarze 500 kg każda.